# Albavisión
Albavisión es un conglomerado de medios multinacional, perteneciente al empresario mexicano nacionalizado guatemalteco Remigio Ángel González, que opera 43 estaciones de televisión, 46 emisoras de radio, 11 medios impresos y 3 empresas de cines, teniendo presencia en 14 países. Además es accionista de diferentes canales televisivos, sobre todo en las empresas que la opera.

## Historia
Albavisión fue fundada el 14 de marzo de 1987 como una distribuidora de contenidos procedentes de la empresa mexicana Televisa a través de Producciones Latinoamericanas S.A. (Prolasa); además se encargaba de distribuir producciones venezolanas y brasileñas. El jefe de esta organización es Remigio Ángel González, de origen mexicano y nacionalizado guatemalteco, el cual compró varios canales de televisión y emisoras de radio. El nombre Albavisión proviene de: Alba, nombre de su esposa, y "visión" (referente a la televisión).
En 1990, González se casó con su actual esposa, la guatemalteca Alba Elvira Lorenzana, de ahí el nombre en honor a su esposa.
En 1992, se creó la sociedad Telecentro (encargada en la operación de los canales 3 y Televisiete). En 2015 se relanzó la empresa con el nombre de Chapín TV.
Con la adquisición de los canales en Guatemala, Albavisión inició su expansión a partir de 1993, cuando se reunió con empresarios sandinistas en Nicaragua. Sin embargo, adquirió las acciones del Canal 10, y que años más tarde fundaría el Canal 9 y Canal 11, formando la empresa Sistema Nicaragüense de Televisión (Grupo SNT). 
Durante los años 1990, con la ayuda de sus aliados comenzaron con la adquisición de las estaciones de televisión de forma ilegal, pero algunos fueron legalizados.
Albavisión tiene representaciones locales, a pesar de las violaciones sobre que una empresa extranjera no puede utilizar el uso del espectro radioeléctrico en México. También violó la ley en Chile, al estar prohibido que una empresa maneje más de dos canales de televisión.

## Adquisición de medios

### Argentina
En 2007, Albavisión compró a Canal 9 y en octubre de 2020 al canal Información Periodística. También era propietaria de las emisoras en AM como 750 y las FM Radio Like, Radio Oktubre, Radio Club, Mucha Radio y FM Aspen que esta última estaba en asociación con el Grupo Octubre. En noviembre de 2020, se informó que el Grupo Octubre adquirió estas emisoras. Por lo tanto, Albavisión dejó de ser la propietaria de estas.

### Bolivia
También compró el canal Bolivisión, siempre con el mismo "modus operandi" de venderle programación a empresas en mala situación económica o a propietarios de canales que estaban desaparecidos para luego cobrar las deudas, embargando el canal para quedarse con su control.

### Chile
En 1999, la cadena chilena Red Televisión (actualmente La Red) sería adquirido el 80,5% de las acciones. En el año 2004, adquiere el totalidad de las acciones del canal. En 2012, adquirió sin previa autorización del gobierno, el canal Telecanal, como un canal secundario de La Red. En 2018, Herman Chadwick, ex-director de la CNTV, denunció al concesionario que opera de forma ilegal a dos canales de televisión que viola a las leyes nacionales en la utilización del espectro radioeléctrico. De acuerdo a las leyes chilenas, no se puede operar más de un canal de televisión.

### Costa Rica
En 1992, la empresa adquirió las acciones de Televictoria - Canal 11, canal que lanzó a inicios de los años 80 por empresarios cubanos. En 1995, se creó la empresa Representaciones Televisivas (Repretel). En 2001, adquirió el Canal 4 que perteneció a la frecuencia de TV Azteca Costa Rica. Sin embargo, en 2006, Repretel arrendó la señal de Telecentro - Canal 6. Los tres canales empezaron a diversificarse su programación, Canal 11 en la programación general, Canal 6 en la programación deportiva y Canal 4 en infantil o juvenil.
Actualmente el Canal 6 es la matriz del grupo, y los canales 2, 4 y 11 son los dependientes.

### Ecuador
Ya en sus últimos años, intentó comprar a Gamavisión, posteriormente este canal pasó a manos del gobierno y luego se privatizó. También compró RTS, el Canal 5 ORTEL (Hoy TVC) en 1991 y 1993 respectivamente. También compró los canales Costavisión y Andivisión (posteriormente fusionados en La Tele).
En 2014 ingresa a los medios gráficos. Su primera inversión fue comprar el 68% del paquete accionario de Grupo El Comercio de Ecuador, luego de comprarle todo el paquete accionario a la familia Mantilla.

### El Salvador
En abril de 2014 compró el canal 11 (Hoy Canal 11 TUTV) lo cual causó una guerra jurídica y mediática perpetrada por el resto de canales privados contra la emisora, pues sostenían que la asignación de la frecuencia 11 en la banda VHF era irregular. luego compró el Canal 12 (previamente operado por la empresa mexicana As Media) luego este canal y la Radio Sonora crearon la Red Salvadoreña de Medios, siendo su matriz el Canal 12.

### México
En 2017, el empresario decide crear un nuevo concesionario para participar en la licitación con 148 estaciones de televisión. que se llevaría a cabo en México, tras la cual ganó 12 concesiones para nuevas televisoras de carácter local a través de la concesionaria Telsusa. En diciembre se otorgaron las concesiones de las 12 estaciones que se suman a las cuatro estaciones que ya tenía el empresario en el país (XHDY-TDT, XHGK-TDT, XHTOE-TDT y XHTVL-TDT), que transmiten la cadena de cobertura limitada, Canal 13.

### Paraguay
En los años 2000, continuó con sus masivas compras de cadenas en el continente, adquiriendo a Paravisión. Así como comprando también el canal SNT (privatizado), posteriormente, el canal Paraná TV (Hoy C9N), y luego el canal regional Sur TV. La matriz es el canal SNT y el secundario Paravisión.

### Perú
En 2001, el empresario Julio Vera Gutiérrez, y en medio de las deudas financieras de Andina Televisión (ATV), vende el 50% de las acciones a través de su director general Marcelo Cúneo Lobiano. Cuneo Lobiano, es aliado personal de Remigio Ángel González, que estuvieron por el interés de adquirir las acciones del canal. En 2006, Julio Vera Gutiérrez vende las acciones de ATV a Cúneo Lobiano, transformando el consorcio Grupo ATV. En 2007, adquiere el control de la estación Red Global (hoy Global Televisión), mientras que en 2009 adquirió el control del canal musical Uranio TV y se relanzó como La Tele. En 2011, se creó el canal temático ATV+, y posteriormente compró el canal regional ATV Sur. En 2010 se creó el Grupo ATV. La matriz es el canal ATV y el secundario Global Televisión.

### República Dominicana
En años posteriores compró el canal Antena 21 y Antena Latina (hoy Antena 7)  y Antena 55 SUR a fines de 2007. 
En 2014, adquiere un 47.5% de las acciones de Antena Latina luego de que el Grupo Bonetti lo vendió debido al proceso de reestructuración de este. Posteriormente también adquirió la concesión de Antena 21 y Antena 55  SUR .) Comisión de liquidación baninter Vendió 47,5% Acciones Través Grupo Albavision y Antena 7 Group LTD Canales 7y21

### Uruguay
Entre los años 2006 y 2008 concretó la compra de los grupos Sarandí Comunicaciones, integrada por Radio Sarandí 690 AM, Radio Sport 890 AM y FM 91.9 de Montevideo (en aquel momento Radio Disney) y el Grupo Del Plata del exintegrante de la JUP, Miguel Sofía, compuesto por Radio Futura 91.1, FM Del Plata 95.5 de Montevideo, FM Total 102.9 de La Paz, FM Santa Rosa 90.5 de Santa Rosa (Canelones), FM La Pedrera 96.1 de La Pedrera, FM Cénit 100.3 de Rivera, y Radio Real de San Carlos 1590 AM de Colonia, totalizando 10 emisoras entre Montevideo y el interior del país.En el año 2004 el grupo mexicano estuvo interesado en adquirir Teledoce pero no se llegó a un acuerdo 

## Sede
La sede principal de Albavisión está ubicada en la ciudad de Miami en los Estados Unidos y en Monterrey, México.

## Medios del grupo
Los medios del grupo conforman: Televisión, radioemisoras, medios impresos y cinemas, todos ellos de habla hispana y dos clubes de fútbol.

### Televisión
Esta es la lista de los siguientes canales de televisión que opera y administra en los siguientes países. 4 de ellos son canales regionales. 
| País                 | Agrupaciones televisivas | Logotipo | Canales primarios                            | Canales secundarios                                                            | Canales regionales |
| -------------------- | --- | -------- | -------------------------------------------- | ------------------------------------------------------------------------------ | ------------------ |
| Bolivia              | Bolivisión |          | Bolivisión                                   | UPP TV (señal web)                                                             |                    |
| Chile                | Cadenas independientes: Compañía Chilena de Televisión S.A / Canal Dos S.A.La propiedad de La Red se encuentra inscrita a nombre de Remigio Ángel González, su esposa Alba Elvira Lorenzana, y una de sus hijas. Es controlada por Global Holding Properties Corporation, con sede en Islas Vírgenes Británicas. Dentro de Chile, es operado por la Compañía Chilena de Televisión S.A.Telecanal como propiedad se encuentra inscrita a nombre de Guillermo Cañedo White, y es controlada por Wayland Services Group Limited, con sede en Islas Vírgenes Británicas. Dentro de Chile, es operado por Canal Dos S.A.. |          | La RedTelecanal (como primario-secundario)   | Telecanal                                                                      |                    |
| Costa Rica           | Repretel |          | Canal 6 Canal 11                             | Canal 4, Canal 2 CDR, FUTV (disponible solamente para la televisión por cable) |                    |
| Ecuador              | Grupo RTS |          | RTS (Guayaquil), TVC (Quito)                 | LaTele                                                                         |                    |
| El Salvador          | Red Salvadoreña de Medios |          | Canal 12                                     | Canal 11 TUTV                                                                  |                    |
| Guatemala            | Grupo Chapín TV |          | Canal 3, Canal 7, TN23                       | Canal 11, Canal 13                                                             |                    |
| Honduras             | Grupo VTV |          | VTV, TV12                                    | Picosa TV, Unife-Telered 21, Más TV                                            |                    |
| México               | Albavisión México |          | Canal 13                                     |                                                                                |                    |
| Nicaragua            | Grupo Ratensa |          | Canal 10, Canal 2 (como primario-secundario) | Canal 9, Canal 11                                                              |                    |
| Paraguay             | Grupo SNT |          | SNT                                          | Paravisión, C9N                                                                | Sur Itapúa         |
| Perú                 | Grupo ATV |          | ATV, ATV+                                    | Global, LaTele                                                                 | ATV Sur            |
| República Dominicana | Antena 7 Group LTD |          | Antena 7                                     | Antena 21 Antena 55 SUR                                                        |                    |

Notas:
- En Chile, La Red y Telecanal no son canales unidos (de un solo grupo), son cadenas independientes. Telecanal suele retransmitir programación anteriormente emitida por La Red.

#### Canales desaparecidos
Esta es la lista de canales que fueron parte de esta red. Algunos de ellos antes de pertenecer a esta red.
| País       | Canales desaparecidos                                      |
| ---------- | ---------------------------------------------------------- |
| Argentina  | Suri TV, Arpeggio TV, Videoéxito                           |
| Ecuador    | Red TV Ecuador, Tropical TV                                |
| Honduras   | Canal 8, Canal 30, Honduvisión, Mundo TV, 54TV y Arpeggio. |
| México     | TN23 México                                                |
| Nicaragua  | Canal 7, Canal 17, Canal 19                                |
| Paraguay   | PTV Televisora Del Este                                    |
| Perú       | América Next, Uranio TV, Perú TV                           |
| Costa Rica | Repretel Canal 9                                           |

### Radioemisoras
| País        | Agrupaciones Radiales                         | Radios |
| ----------- | --------------------------------------------- | --- |
| Bolivia     | Bolivision                                    | RQP Bolivia |
| Costa Rica  | Repretel Central de Radios                    | Radio Monumental, Zeta FM, Best FM, Exa FM, La Mejor 99.1, Momentos Reloj. |
| Ecuador     | Grupo RTS                                     | Tropicálida, La Tuya FM, Galaxia, Joya Stereo, La Metro, Alfa Radio, Fabu FM. |
| El Salvador | RSM                                           | Radio Sonora |
| Guatemala   | Chapín Radios                                 | Galaxia La Picosa, La Marca, Radio Sonora, Alfa, Xtrema, Tropicálida, Radio Éxitos, Flix Capital, FM Joya, Radio Ranchera, Radio Fiesta, FM Flix Occidente y Costa Sur, Radio Éxitos SurOccidente. |
| Honduras    | Grupo VTV                                     | Radio 106.9 FM y Radio 92.5 FM. |
| Nicaragua   | Nicaradios                                    | Radio Tropicalida, Radio La Marka, Radio Alfa, Radio Amante, Radio La Picosa, Radio Joya, Radio Suprema, Radio Lite, Radio Nova, Radio Romántica, Radio La Pachanguera, Radio La Buenísima.        |
| Panamá      | Central de Radios/ Radio Disney Latinoamérica | Radio Disney |
| Paraguay    | Grupo SNT                                     | RQP Paraguay |
| Uruguay     | Grupo Mont Soleil                             | Radio Sarandí, Sport 890, Radio Futura, FM Like, Del Plata FM, FM Total, Radio Real de San Carlos                                                                                                  |

#### Estaciones desaparecidas
| País      | Radios desaparecidas                                        |
| --------- | ----------------------------------------------------------- |
| Argentina | Arpeggio FM 89.5 Mucha Radio FM 97.1                        |
| Guatemala | Radio Disney 92.9 FM                                        |
| Uruguay   | Santa Rosa 90.5 FM La Pedrera FM 96.1 Cenit 100.3 FM Rivera |

### Medios impresos
| País    | Grupo             | Periódicos                                                                          |
| ------- | ----------------- | ----------------------------------------------------------------------------------- |
| Ecuador | Grupo El Comercio | El Comercio, Últimas Noticias, Líderes, Pandilla, Familia, Carburando, El Ambateño. |

### Cines
| País       | Cines      |
| ---------- | ---------- |
| Costa Rica | Nova       |
| Guatemala  | AlbaCinema |
| Nicaragua  | Cinemas    |

## Comunicaciones Fútbol Club
El Comunicaciones FC es un club de fútbol guatemalteco con sede en la ciudad de Guatemala. Actualmente juega en la liga nacional y es propiedad de Albavisión. Su estadio local es el Cementos Progreso con capacidad para más de 17 mil espectadores. También han estado de local en el estadio Doroteo Guamuch Flores. El club tiene 32 títulos nacionales, dos copas Fraternidad Centroamericana, una Copa de Campeones Concacaf y fue campeón de una Liga Concacaf.

## Antiguos miembros

### Televisión y Radio
Esto fueron los miembros de la red, actualmente fueron adquiridos por otras cadenas nacionales.
| País      | Grupo                                         | Medios | Inicio de la adquisición             | Fin de la adquisición | Adquirido por |
| --------- | --------------------------------------------- | --- | ------------------------------------ | --------------------- | ------------- |
| España    | Gestora de Inversiones Audiovisuales La Sexta | La Sexta Xplora La Sexta 3 Gol Televisión (Los 3 últimos desaparecidos)                                                                  | 2006                                 | 2012                  | Atresmedia    |
| Argentina | Telearte                                      | Canal 9 Información Periodística Radio Aspen Radio AM 750 Radio Like Radio Oktubre Mucha Radio 94.7 El Planeta Urbano Página 12 Diario Z | 2007 (Telearte) 2019 (Grupo Octubre) | Noviembre de 2020     | Grupo Octubre |

### Deporte

#### Cremas B
Los Cremas B fue un club de fútbol guatemalteco fundado por Albavisión el 1 de julio de 2011. Fue parte de la Primera División y terminó su operación el 2 de noviembre de 2022 y con esto el club le sede su ficha de liga al Club de la Universidad de San Carlos de Guatemala.

## Controversias

### Caso de Corrupción
En 2016, Albavisión es acusada por la CICIG en Guatemala de financiar ilícitamente a políticos en ese país. Las estaciones de televisión involucradas son los siguientes (Canal 3 y Televisiete), los cuales son los de mayor audiencia en Guatemala, dejando a este país sin medios públicos generales. También su esposa estuvo involucrada sobre la compra de los canales anteriormente mencionados.

### Retransmisión de RT en la televisión abierta de Chile
En Chile, a la medianoche del 16 de junio de 2025 y sin aviso previo, Telecanal comenzó a retransmitir prácticamente las 24 horas del día la señal del canal de noticias estatal ruso RT en Español, dejando atrás su programación basada en contenidos envasados e infomerciales y quedando RT inmediatamente disponible tanto en sus frecuencias de televisión digital terrestre como en las de operadores de televisión pagada de cobertura nacional y local. Sin embargo, Telecanal conserva la emisión de algunos bloques de programación cultural — como El conciertazo y Reino animal – y emite la franja electoral, ambos para dar cumplimiento a las disposiciones del Consejo Nacional de Televisión (CNTV) que regulan su funcionamiento.
Personeros de la Unión Demócrata Independiente (UDI) — de la coalición de derecha Chile Vamos – y el Partido Republicano (de extrema derecha) expresaron su rechazo, argumentando que RT es un medio de propaganda del Kremlin, y su presencia en la televisión abierta chilena representa un riesgo para la desinformación y la injerencia extranjera. Parlamentarios de ambos partidos incluso solicitaron al CNTV que revise si la retransmisión cumple con la normativa vigente en materia de pluralismo informativo y libertad de expresión. 
Por otro lado, figuras del ámbito académico y comunicacional han advertido sobre la falta de transparencia en el acuerdo entre Telecanal y RT, señalando que la ciudadanía tiene derecho a conocer los términos del convenio, especialmente si se trata de un canal financiado por un gobierno extranjero.
Organizaciones de derechos humanos han manifestado su preocupación por la posible difusión de contenido que relativice conflictos internacionales o violaciones a los derechos humanos cometidas por el gobierno ruso liderado por Vladímir Putin. Desde la izquierda, el exalcalde de Recoleta y excandidato presidencial Daniel Jadue (PCCh) criticó en una columna en El Ciudadano las reacciones frente a la retransmisión del canal RT en la televisión abierta chilena, calificándolas como “histéricas” y provenientes tanto de la derecha como del centro político, señalando que el verdadero temor no radica en Rusia, sino en la posibilidad de que se fracture el control ideológico del discurso dominante en los medios nacionales.
Tras el cambio, se ha observado un aumento en los reclamos hacia Telecanal recibidos por el CNTV respecto a la línea editorial de los nuevos contenidos emitidos por RT, particularmente por una supuesta falta de equilibrio en la cobertura de temáticas ligadas a la guerra en Ucrania, el rol de la OTAN y las relaciones entre Rusia y América Latina. La Embajada de Rusia en Chile celebró la llegada del canal, argumentando que ofrece a los chilenos “una perspectiva diferente” y universos narrativos comparables a medios como BBC, France TV o Deutsche Welle; el embajador ruso en Chile, Vladimir G. Belinsky, declaró a Radio Bío-Bío que se enteró del arribo de RT “como muchos chilenos”, y negó cualquier intervención de la embajada en su llegada.
Por otra parte, el embajador de Ucrania en Chile, Yurii Diudin, expresó en una carta publicada en El Mercurio su preocupación ante la retransmisión de RT en Telecanal, advirtiendo que la señal opera como un instrumento de propaganda del Kremlin, difundiendo desinformación y justificando la agresión militar de Rusia, particularmente en el contexto de la guerra en Ucrania. Además, hizo un llamado a reflexionar sobre la compatibilidad de este tipo de contenidos con los valores democráticos de Chile y alertó sobre los peligros que representa la manipulación informativa en escenarios de guerra híbrida.

#### Reacciones del CNTV y denuncia de Canal 13
Ante la efervescencia pública, el 20 de junio de 2025 el Consejo Nacional de Televisión (CNTV) emitió un comunicado recordando que no ejerce censura previa, pero sí fiscalización posterior, y que la emisión de contenidos extranjeros no está prohibida mientras ellos cumplan la legislación chilena y se garantice responsabilidad editorial. 
En una sesión extraordinaria, el CNTV solicitó información a la Subsecretaría de Telecomunicaciones sobre las concesiones vigentes de Telecanal y citó a su director ejecutivo, Rodrigo Álvarez Aravena — abogado y socio de la oficina chilena de DLA Piper – para explicar el acuerdo con RT. También señaló haber recibido denuncias ciudadanas y oficios parlamentarios, comprometiéndose a actuar conforme a la ley y en resguardo del pluralismo y la democracia.
A fines de junio de 2025, Canal 13 presentó una denuncia formal ante el CNTV donde acusa a Telecanal de ceder ilegalmente su señal a RT, siendo la primera vez en la historia de la televisión chilena en que una cadena de televisión denuncia a otra directamente por presunta infracción a la Ley. La denuncia de Canal 13 argumenta que Telecanal reemplazó casi toda su programación habitual por contenidos producidos por el gobierno ruso en Moscú, sin intervención nacional ni autorización del CNTV; esto, a juicio del ex canal católico, vulnera gravemente las leyes chilenas sobre concesiones televisivas, responsabilidad editorial y titularidad nacional de las señales, lo que representaría una cesión estructural— y no un "acuerdo temporal" – que vulnera el artículo 16 de la Ley N° 18.838 sobre concesiones televisivas.

## Marcas panregionales

### Canales de televisión
- TeleCentro: Es un canal de televisión enfocado a programas originales de las cadenas de televisión en Centroamérica, la mayoría de estas son propiedad de Albavisión. Este se transmite por medio del canal 429 de DirecTV en Estados Unidos.[32]
- Canal LaTele: Un canal de televisión temático dirigido principalmente a las mujeres y también para niños, cuya programación se basa en novelas, series, películas, y dibujos animados. Los países en adquirir este canal fueron: Perú, Ecuador y Nicaragua (en este último, actualmente se retransmite la señal ecuatoriana).

### Programas de televisión
- Combate: Un reality show latinoamericano que se emitió en Ecuador a través del canal RTS y luego se crearon versiones locales en Perú (ATV), Costa Rica (Repretel 11), Guatemala (Canal 3) y Argentina (Canal 9).[33] Actualmente en varios países latinoamericanos cómo en El Salvador Canal 11 TUTV), Honduras (TV12) o México (Canal 13), se retransmiten emisiones pasadas de la edición argentina.